# Ronde van Frankrijk 2024/Vierde etappe
De vierde etappe van de Ronde van Frankrijk 2024 was de eerste bergrit met een lengte van 139,6 kilometer. De etappe werd verreden op 2 juli met start in Pinerolo en eindigde in Valloire.

## Parcours
Tijdens de vierde etappe trokken de renners opnieuw Frankrijk binnen en gingen via de eerste col buiten categorie naar Valloire. Een stevige bergetappe dus met 3.600 hoogtemeters. Niet alleen de beklimming van de Col du Galibier (2.642meter) is erg zwaar met zijn 23 kilometer beklimming, maar ook de afdaling van 20 kilometer zorgde voor spektakel.

## Verloop
Na het knap werk van zijn ploegmaten had Tadej Pogačar aan één versnelling genoeg om weg te rijden. Jonas Vingegaard verweerde zich kranig, maar moest zich toch gewonnen geven. De Sloveen wint tenslotte met 35 seconden voorsprong op zijn voornaamste concurrenten de etappe, evenals de Souvenir Henri Desgrange en is opnieuw klassementsleider. Remco Evenepoel die uiteindelijk als tweede eindigde staat voorlopig op 45 seconden in de tussenstand, gevolgd door titelverdediger Jonas Vingegaard.
| Pinerolo– Valloire (139,6 km) |                   |                         |          |
| Plaats                        | Naam              | Ploeg                   | Tijd     |
| 1                             | Tadej Pogačar     | UAE Team Emirates       | 3u46'38" |
| 2                             | Remco Evenepoel   | Soudal Quick-Step       | +35"     |
| 3                             | Juan Ayuso        | UAE Team Emirates       | z.t.     |
| 4                             | Primož Roglič     | BORA-hansgrohe          | z.t.     |
| 5                             | Jonas Vingegaard  | Team Visma-Lease a Bike | +37"     |
| 6                             | Carlos Rodríguez  | INEOS Grenadiers        | z.t.     |
| 7                             | Mikel Landa       | Soudal Quick-Step       | +53"     |
| 8                             | João Almeida      | UAE Team Emirates       | z.t.     |
| 9                             | Giulio Ciccone    | Lidl-Trek               | +2'41"   |
| 10                            | Santiago Buitrago | Bahrain Victorious      | z.t.     |

 –  Oier Lazkano was de strijdlustigste renner van de vierde etappe.

## Klassementen

### Algemeen klassement
| Algemeen klassement (gele trui) |                  |                         |           |
| Plaats                          | Naam             | Ploeg                   | Tijd      |
| Gele trui                       | Tadej Pogačar    | UAE Team Emirates       | 19u06'38" |
| 2                               | Remco Evenepoel  | Soudal Quick-Step       | + 45"     |
| 3                               | Jonas Vingegaard | Team Visma-Lease a Bike | + 50"     |
| 4                               | Juan Ayuso       | UAE Team Emirates       | + 1'10"   |
| 5                               | Primož Roglič    | BORA-hansgrohe          | + 1'14"   |
| 6                               | Carlos Rodríguez | INEOS Grenadiers        | + 1'16"   |
| 7                               | Mikel Landa      | Soudal Quick-Step       | + 1'32"   |
| 8                               | João Almeida     | UAE Team Emirates       | z.t.      |
| 9                               | Giulio Ciccone   | Lidl-Trek               | +3'20"    |
| 10                              | Egan Bernal      | INEOS Grenadiers        | +3'21"    |

### Puntenklassement
| Puntenklassement (groene trui) |                  |                   |        |
| Plaats                         | Naam             | Ploeg             | Punten |
| Groene trui                    | Jonas Abrahamsen | Uno-X Mobility    | 87     |
| 2                              | Biniam Girmay    | Intermarché-Wanty | 83     |
| 3                              | Mads Pedersen    | Lidl-Trek         | 79     |
| 4                              | Kévin Vauquelin  | Arkéa-B&B Hotels  | 60     |
| 5                              | Bryan Coquard    | Cofidis           | 45     |

### Bergklassement
| Bergklassement (bolletjestrui) |                  |                         |        |
| Plaats                         | Naam             | Ploeg                   | Punten |
| Bolletjestrui                  | Jonas Abrahamsen | Uno-X Mobility          | 24     |
| 2                              | Tadej Pogačar    | UAE Team Emirates       | 20     |
| 3                              | Valentin Madouas | Groupama-FDJ            | 16     |
| 4                              | Jonas Vingegaard | Team Visma-Lease a Bike | 15     |
| 5                              | Remco Evenepoel  | Soudal Quick-Step       | 12     |

### Jongerenklassement
| Jongerenklassement (witte trui) |                   |                         |           |
| Plaats                          | Naam              | Ploeg                   | Tijd      |
| Witte trui                      | Remco Evenepoel   | Soudal Quick-Step       | 19u07'23" |
| 2                               | Juan Ayuso        | UAE Team Emirates       | + 21"     |
| 3                               | Carlos Rodríguez  | INEOS Grenadiers        | +31"      |
| 4                               | Matteo Jorgenson  | Team Visma-Lease a Bike | +2'36"    |
| 5                               | Santiago Buitrago | Bahrain Victorious      | +3'25"    |

### Ploegenklassement
| Ploegenklassement |                    |           |
| Plaats            | Ploeg              | Tijd      |
|                   | UAE Team Emirates  | 57u22'58" |
| 2                 | INEOS Grenadiers   | +4'54"    |
| 3                 | Soudal Quick-Step  | +5'02"    |
| 4                 | BORA-hansgrohe     | +6'34"    |
| 5                 | Bahrain Victorious | +11'27"   |

## Uitvaller
- Casper Pedersen (Soudal Quick-Step): Niet gestart na val in de vorige rit met een sleutelbeenbreuk.

1e etappe ·
2e etappe ·
3e etappe ·
4e etappe ·
5e etappe ·
6e etappe ·
7e etappe ·
8e etappe ·
9e etappe ·
10e etappe ·
11e etappe ·
12e etappe ·
13e etappe ·
14e etappe ·
15e etappe ·
16e etappe ·
17e etappe ·
18e etappe ·
19e etappe ·
20e etappe ·
21e etappe
Startlijst · Eindstanden · Afbeeldingen